# Heterocampa benitensis
Heterocampa benitensis is een vlinder uit de familie van de tandvlinders (Notodontidae). De wetenschappelijke naam van de soort is voor het eerst geldig gepubliceerd in 1971 door Blanchard.